# Temür Khavja kán
Temür Khavja vagy Timur Hodzsa (? – 1361 szeptembere) rövid időre az Arany Horda kánja.
Temür Khavja a legidősebb fia volt Khidr kánnak, aki egyike volt az Arany Horda zavaros időszakában egymást gyors egymásutánban váltó kánoknak. A kánságot alapító Batu kán vérvonalának kihalásával sorra jelentkeztek az állítólagos leszármazottak és távolabbi rokonok, akiket néhány hónapnyi uralkodás után valamelyik vetélytársuk meggyilkolt.
1361 augusztusában Temür összeesküvést szőtt akkor alig egy éve uralkodó apja ellen és saját öccsével együtt megölte. Temür magát kiáltotta ki kánnak, de az emírek nagy része nem fogadta el legitim uralkodónak. A legnagyobb hatalmú emír, Mamaj Abdullahot, Üzbég kán legkisebb fiát (más források szerint unokáját) támogatta. Temür Khavjának nem volt ereje szembeszállni Mamajjal, így öthetes uralkodás után a Volgán túlra menekült, ahol megölték.

## Fordítás
Ez a szócikk részben vagy egészben  a(z)   Тимур-Ходжа-хан című orosz Wikipédia-szócikk ezen változatának fordításán alapul.  Az eredeti cikk szerkesztőit annak laptörténete sorolja fel. Ez a jelzés csupán a megfogalmazás eredetét és a szerzői jogokat jelzi, nem szolgál a cikkben szereplő információk forrásmegjelöléseként.